# Dankyires
Els dankyires són els membres d'un grup àkan que parlen el dialecte de l'àkan, el dankyira. El seu territori està a l'oest i al nord-oest de la regió Central i a les zones limítrofes de les regions veïnes. Hi ha 135.000 dankyires.

## Territori
El territori dankyira està situat a l'oest i al nord-oest de la Regió Central de Ghana, entre la ciutat de Yukwa, al sud i el límit nord-occidental de la regió. Ayanfuri és la ciutat principal del territori dankyira i en aquest hi ha la part més occidental del Parc Nacional de Kakum. A l'extrem meridional de la Regió Aixanti hi ha una petita zona dankyira.

## Llengua
Els dankyires tenen com a llengua materna un dialecte de la llengua àkan, el dankyira.

## Religió
Segons el joshuaproject, el 70% dels dankyires són cristians, el 25% creuen en religions tradicionals africanes i el 5% són musulmans. El 45% dels dankyires cristians pertanyen a esglésies independents, el 30% són protestants i el 25% són catòlics. El 18% dels dankyires cristians segueixen moviments evangelistes. Segons el peoplegroups, la majoria dels dankyires són cristians protestants.